# Werkmeister-Haus der Lübecker Katharinenkirche

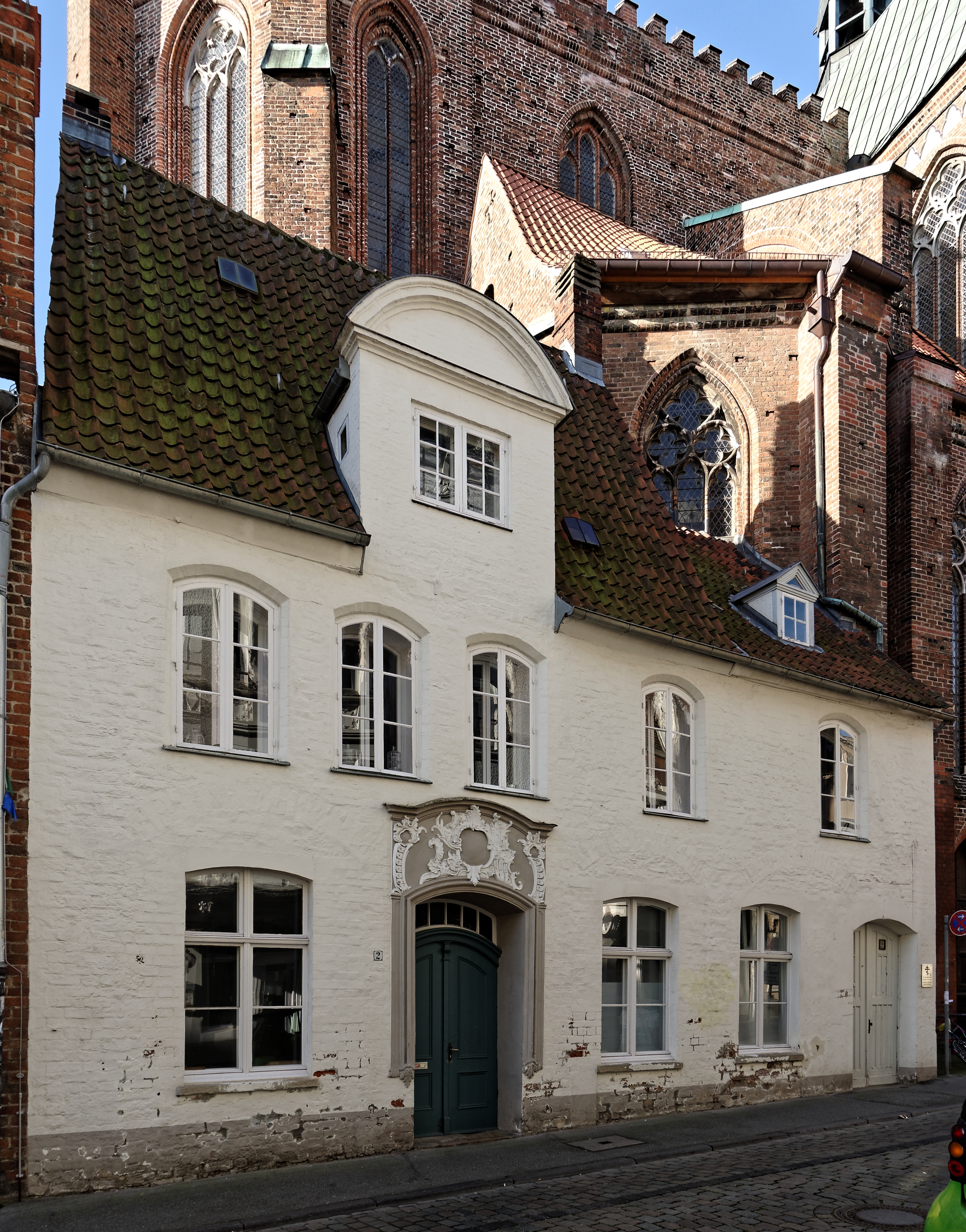
Werkmeister-Haus, dahinter der Chor der Katharinenkirche

Das Werkmeister-Haus der St. Katharinen-Kirche in Lübeck befindet sich am Nordende des Kirchenchors in der Glockengießerstraße 2.

## Gebäude
Das Grundstück wurde erstmals im 15. Jahrhundert bebaut. Hinter der Fassade verbirgt sich noch heute ein Traufhaus der Backsteingotik. Das Haus ist an die Katharinenkirche angebaut. Äußerlich erhielt das Haus zwischen 1750 und 1774 eine barocke Fassade mit dem rund abschließenden Zwerchhaus und das heute prägende Rokoko-Portal. Die Fenster sind heute noch in weitgehend ursprünglichem Zustand und weisen noch die vorindustrielle Verglasung auf. Hinter dem Portal weist die Diele im Inneren ebenfalls Stuckaturen des Rokoko auf. Die vorhandene Treppe im Hause wurde ebenfalls im Zuge der Umgestaltung des 18. Jahrhunderts neu angelegt. Das Bauwerk steht seit 1967 unter Denkmalschutz und ist Bestandteil des UNESCO-Weltkulturguts Flächendenkmal Lübecker Altstadt.

## Nutzung
Das Haus wurde als Wohnhaus für die jeweiligen Werkmeister der Katharinenkirche genutzt. Bekanntere Werkmeister der Kirche waren:
- Franz Brasser im 16. Jahrhundert
- Zacharias Kniller (1659–1675)

Das hohe Ansehen der Werkmeister wird am Epitaph Knillers in der Katharinenkirche deutlich.
Das Haus befand sich bis zum Jahr 2000 in städtischer Hand. Um das Jahr 1900 herum wurde es für die Stadtbibliothek genutzt. Ab dem Ersten Weltkrieg bis in die 70er Jahre hinein vermietete die Stadt Lübeck den in kleinere Wohneinheiten aufgeteilten Wohnraum.
Bis zum Jahr 2000 stand das Gebäude dann leer.
Seit dem Jahr 2000 ist das Haus im Privatbesitz eines Architekten, der dem Haus seinen ursprünglichen Charakter zurückgegeben hat.
Die russisch-orthodoxe Gemeinde hat ihre Räumlichkeiten in einem abgetrennten Teil der Katharinenkirche und darf als Postadresse die Glockengießerstr. 2 nennen. Sie nutzt einen Gang unter der Katharinenkirche, um über den Schulhof des Katharineums zu ihren gefangenen Räumlichkeiten zu gelangen.